# Rio Pitanga
O rio Pitanga é um curso de água do estado do Paraná.